# اچ‌ام‌اس اورفئوس (۱۸۰۹)
اچ‌ام‌اس اورفئوس (۱۸۰۹) (به انگلیسی: HMS Orpheus (1809)) یک کشتی بود. این کشتی در سال ۱۸۰۹ ساخته شد.